# Carlo Goldoni

Bustul lui Carlo Goldoni la Paris

Carlo Goldoni (n. 25 februarie 1707, Veneția, Republica Veneția – d. 6 februarie 1793, Paris, Prima Republică Franceză) a fost un dramaturg și libretist italian din Veneția. Printre operele lui și cele ale lui Luigi Pirandello se enumeră unele dintre cele mai cunoscute opere italiene.
Supranumit de Voltaire „Molière al Italiei”, Goldoni a scris peste 120 de piese în limba italiană, în dialectul venețian și în franceză.

## Opera

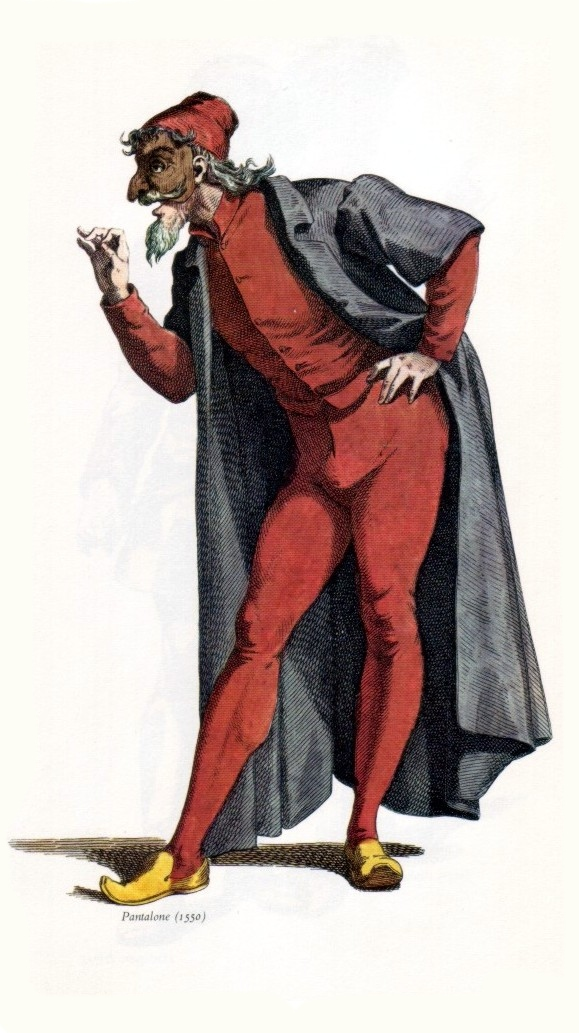
Personajul Pantalone apare și în unele opere ale lui Carlo Goldoni

Lista parțială (liste mai lungi sunt în italiană și engleză)
- 1732: Gondolierul venețian (Il gondoliere veneziano)
- 1733: Amalasunta
- 1734: Belisario
- 1734: Griselda
- 1734: Rosmonda
- 1745: Slugă la doi stăpâni (Il servitore di due padroni)
- 1748: Văduva isteață (Vedova scaltra)
- 1750: Cafeneaua (La bottega del caffè)
- 1751: Metresa hanului
- 1752: Femeile geloase (Le donne gelose)
- 1753: Hangița (La locandiera)
- 1760: Bădăranii (I rusteghi)
- 1760: Casa nouă (La casa nova)
- 1762: Gâlcevile din Chiogia (Le barufe ciozote)
- 1777: Ursuzul binefăcător (Le bourru bienfasant)
- 1787: Memorii folositoare istoriei vieții sale și a teatrului său (Mémoires pour servir à l'histoire de sa vie et celle de son théâtre).

- 1748: Fata cinstită (La putta onorata)
- 1749: Familia Anticarului (La famiglia dell'antiquario)
- 1750: Bolnava prefăcută (La finta ammalata)
- 1750–1751: Mincinosul (Il bugiardo)
- 1763: Evantaiul (Il ventaglio)
- Femeile țâfnoase
- Comedianții
- Elixirul
- Doi gemeni venețieni (I due gemelli veneziani)
- Flecărelile femeilor (I pettegolezzi delle donne)
- Întoarcerea din vilegiatură (Il ritorno dalla villeggiatura)
- Impostorul (L'impostore)
- Peripețiile vilegiaturii (Le avventure della villeggiatura)
- Femeia curioasă (Le donne curiose)
- Patima vilegiaturii (Le smanie per la villeggiatura)
- Piațeta

## Personaje
Mai multe personaje apar în diverse piese de teatru ale lui Carlo Goldoni. Negustorul venețian, bogat și zgârcit, Pantalone de Bisognosi  (Bisognosi însemană nevoiaș) este un personaj care apare în Slugă la doi stăpâni, Văduva isteață, Fata cinstită, Familia anticarului, Flecărelile femeilor sau în Feudalul. Pantalone este bătrân, având același caracter ca strămoșul său Magnifico; el nu are încredere în nimeni; este de obicei soțul încornorat și are mereu o înclinație senilă donjuanescă - lucru care dezvoltă întotdeauna intriga. Un personaj complementar al lui Pantalone  este Doctorul - un bătrân pedant, deși erudit acesta devine la rândul său ridicol datorită situaților în care intră.

## Importanța operei
Goldoni a reformat comedia, înlăturând miraculosul, declamația, măștile tradiționale și punând accentul pe personaje, pe explorarea caracterelor acestora și a psihologicului.
Teatrul său se remarcă prin forța evocărilor, dinamism, vervă satirică, umor și optimism robust.

## Legături externe
- Goldoni sau replica realității, Costin Tuchilă, Pușa Roth, nr. 3, martie 2012, anul II</ref>
- Lucrări de Carlo Goldoni la Proiectul Gutenberg
- Lucrări de Carlo Goldoni  la LibriVox (cărți audio aflate în domeniul public)